# Neptunium(VI)-fluorid
Neptunium(VI)-fluorid (NpF6), meistens Neptuniumhexafluorid genannt, ist eine chemische Verbindung aus den Elementen Neptunium und Fluor. Es ist ein orangefarbener kristalliner Feststoff, welcher leicht flüchtig, radioaktiv und korrosiv ist. Neptuniumhexafluorid ist beständig in trockener Luft, reagiert jedoch sehr heftig mit Wasser. In den meisten Fällen wird es aus Neptunium(IV)-fluorid (NpF4) durch Umsetzung mit elementarem Fluor (F2) gewonnen.
Bei Normaldruck schmilzt es bei 54,4 °C und siedet bei 55,18 °C. Es ist die einzige Neptuniumverbindung, die sich leicht in die Gasphase überführen lässt. Aufgrund dieser Eigenschaften ist eine Trennung von Neptunium aus abgebrannten Brennelementen möglich. Dadurch wuchs schnell das Interesse an seiner Darstellung und an der genauen Untersuchung seiner Eigenschaften.

## Darstellung
Neptuniumhexafluorid wurde erstmals im Jahre 1943 von dem amerikanischen Chemiker Alan E. Florin dargestellt. Er erhitzte eine Probe Neptunium(III)-fluorid in einem Nickeltiegel in einem Fluorgasstrom und kondensierte das flüchtige Neptuniumhexafluorid in einer dünnwandigen Glaskapillare. Die Darstellung von Neptuniumhexafluorid sowohl aus Neptunium(III)-fluorid wie auch aus Neptunium(IV)-fluorid wurde von Glenn T. Seaborg und Harrison S. Brown am 17. Oktober 1947 in Form einer Patentschrift publiziert und eingereicht.

### Standardmethode
Die gängige Methode zur Darstellung von Neptuniumhexafluorid ist die Umsetzung von Neptuniumtetrafluorid (NpF4) mit elementarem Fluor (F2) bei 500 °C.
{\displaystyle {\ce {NpF4 + F2 -> NpF6}}}
Uranhexafluorid (UF6) entsteht relativ zügig schon bei 300 °C aus Urantetrafluorid (UF4) und Fluor (F2), während Plutoniumhexafluorid (PuF6) erst bei 750 °C aus Plutoniumtetrafluorid (PuF4) und F2 entsteht. Auf diesem Wege können Uran, Neptunium und Plutonium effektiv voneinander getrennt werden.

### Mit anderen Ausgangsstoffen
Neptuniumhexafluorid wurde auch durch Fluorierung von Neptunium(III)-fluorid oder Neptunium(IV)-oxid dargestellt.
{\displaystyle {\ce {2 NpF3 + 3 F2 -> 2 NpF6}}}
{\displaystyle {\ce {NpO2 + 3 F2 -> NpF6 + O2}}}

### Mit anderen Fluorverbindungen
Die Darstellung gelingt auch mittels starker Fluorierungsreagenzien wie Bromtrifluorid (BrF3) oder Brompentafluorid (BrF5). Diese Reaktionen können gezielt zur Trennung von Plutonium herangezogen werden, da Plutoniumtetrafluorid (PuF4) keine entsprechenden Reaktionen eingeht.
Neptuniumdioxid und -tetrafluorid werden praktisch vollständig durch Disauerstoffdifluorid (O2F2) zum flüchtigen Neptuniumhexafluorid umgewandelt. Dies gelingt sowohl in Gas-Feststoff-Reaktionen bei moderaten Temperaturen als auch in flüssigem wasserfreien Fluorwasserstoff bei −78 °C:
{\displaystyle {\ce {NpO2 + 3 O2F2 -> NpF6 + 4 O2}}}
{\displaystyle {\ce {NpF4 + O2F2 -> NpF6 + O2}}}
Diese Reaktionstemperaturen stehen in deutlichem Gegensatz zu den ansonsten höheren Temperaturen von über 200 °C, die zuvor zur Darstellung von NpF6 bei Verwendung von elementarem Fluor oder Halogenfluoriden benötigt werden. Bei dieser Reaktion wurde Neptunyl(VI)-fluorid (NpO2F2) durch Raman-Spektroskopie als wesentliches Zwischenprodukt bei der Reaktion mit Neptuniumdioxid identifiziert. Eine direkte Reaktion von NpF4 mit flüssigem O2F2 führt dagegen zu einer heftigen Zersetzung des O2F2 mit geringer bis keiner Umsetzung zu NpF6.

## Eigenschaften

### Physikalische Eigenschaften
| Parameter für die Antoine-Gleichung[11] nach lg p = A−B·T + C·lg(T); für 0–55,1 °C |        |         |
| A                                                                                  | B      | C       |
| 18,48130                                                                           | 2892,0 | −2,6990 |
| nach lg p = A−B·T + C·lg(T); für 55,1–76,82 °C                                     |        |         |
| A                                                                                  | B      | C       |
| 0,01023                                                                            | 1191,1 | 2,5825  |
Neptuniumhexafluorid bildet orangefarbene orthorhombische Kristalle. Sie schmelzen bei Normaldruck (1013,25 hPa) bei 54,4 °C. Der Siedepunkt liegt bei 55,18 °C.
Der Tripelpunkt, an dem die drei Phasen fest, flüssig und gasförmig im Gleichgewicht stehen, liegt bei einer Temperatur von 55,10 °C bei einem Druck von 1010 hPa (758 Torr). Dies bedeutet, dass unterhalb dieses Drucks – der nur geringfügig unterhalb des Normaldrucks liegt – festes Neptuniumhexafluorid beim Erwärmen durch Sublimation direkt in den gasförmigen Zustand übergeht.
Die Flüchtigkeit von NpF6 ist ähnlich derjenigen von Uranhexafluorid (UF6) und Plutoniumhexafluorid (PuF6); sie gehören zusammen zu den drei bekannten Hexafluoriden der Actinoidenelemente. Die Bildungsentropie (S0m) beträgt für NpF6 229,1 ± 0,5 J·K−1·mol−1. Festes NpF6 ist paramagnetisch; die molare magnetische Suszeptibilität χmol beträgt 165 · 10−6 cm3·mol−1.

### Kristall- und Molekülstruktur
Neptuniumhexafluorid ist eine kovalente Verbindung und kein Salz. Es kristallisiert im orthorhombischen Kristallsystem in der Raumgruppe Pnma (Nr. 62) mit den Gitterparametern a = 990,9 pm, b = 899,7 pm und c = 520,2 pm mit vier Formeleinheiten pro Elementarzelle. Im gasförmigen Zustand besteht es aus regulär oktaedrischen Molekülen (Oh) mit einheitlicher Np–F-Bindungslänge von 198,1 pm.

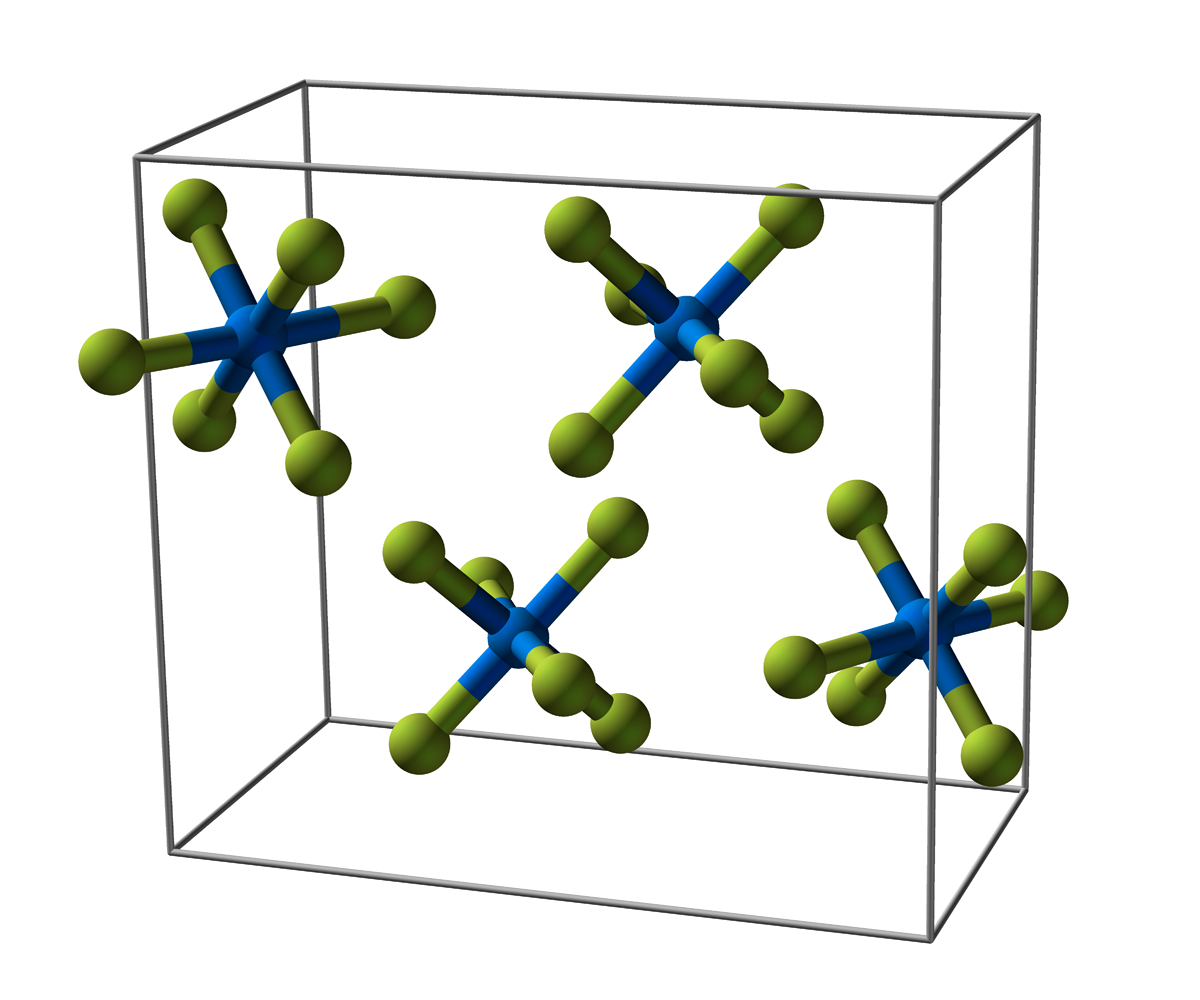
Elementarzelle des Neptuniumhexafluorids
Bindungslänge und -winkel beim gasförmigen Neptuniumhexafluorid[15]

### Spektroskopische Eigenschaften
Neptuniumhexafluorid besitzt sechs Grundschwingungen. ν1, ν2 und ν3 sind Streckschwingungen und ν4, ν5 und ν6 sind Biegeschwingungen. Davon sind ν1, ν2 und ν5 Raman-aktiv, ν3 und ν4 IR-aktiv, ν6 ist IR- und Raman-inaktiv.
| Grundschwingung       | ν1  | ν2  | ν3  | ν4    | ν5  | ν6    |
| Termsymbol            | A1g | Eg  | F1u | F1u   | F2g | F2u   |
| Wellenzahl (cm−1)[14] | 654 | 535 | 624 | 198,6 | 208 | (164) |
| IR-aktiv              | −   | −   | +   | +     | −   | −     |
| Raman-aktiv           | +   | +   | −   | −     | +   | −     |

### Chemische Eigenschaften
Neptuniumhexafluorid ist beständig in trockener Luft. Es reagiert hingegen sehr heftig mit Wasser (schon durch Luftfeuchtigkeit), wobei das wasserlösliche Neptunyl(VI)-fluorid (NpO2F2) und Fluorwasserstoff (HF) entstehen.
{\displaystyle {\ce {NpF6 + 2 H2O -> NpO2F2 + 4 HF}}}
Es kann unbegrenzt bei Raumtemperatur in Quarz- oder PYREX-Ampullen aufbewahrt werden, wenn sichergestellt ist, dass keine Spuren von Feuchtigkeit vorhanden sind, das Glas selbst von allen Gaseinschlüssen frei ist und eventuell vorhandener Fluorwasserstoff (HF) restlos entfernt wurde.
NpF6 und PuF6 sind lichtempfindlich und zersetzen sich zu den Tetrafluoriden und Fluor.
NpF6 bildet mit Alkalifluoriden Fluorokomplexe. Mit Caesiumfluorid (CsF) bildet es bei 25 °C das CsNpF6, mit Natriumfluorid (NaF) reagiert es reversibel zum Na3NpF8. In beiden Fällen erfolgt eine Reduktion vom sechswertigen Neptunium zum fünfwertigen.
{\displaystyle {\ce {NpF6 + CsF -> CsNpF6 + 1/2 F2}}}
{\displaystyle {\ce {NpF6 + 3 NaF -> Na3NpF8 + 1/2 F2}}}
In Gegenwart von Chlortrifluorid (ClF3) als Lösungsmittel und bei tieferen Temperaturen gibt es Anzeichen für die Bildung eines instabilen Np(VI)-Komplexes.
Die Hydrolyse von Neptuniumhexafluorid in fast wasserfreier Fluorwasserstoff-Lösung führt zum Oxid-Fluorid NpOF4. Es hat die gleiche Struktur wie die trigonale Form des UOF4. Eine Oxidation des NpOF4 durch Kryptondifluorid (KrF2) in wasserfreiem HF zur maximal möglichen Oxidationsstufe Np(VII) erfolgt jedoch nicht.
Neptuniumhexafluorid reagiert mit Kohlenstoffmonoxid (CO) und Licht zu einem feinen weißen Pulver, welches aus Neptuniumpentafluorid (NpF5) und weiterem, nicht identifizierten Material besteht.

## Verwendung
Bei der Bestrahlung von Brennelementen in Kernkraftwerken entstehen neben den Spaltprodukten auch Transurane, darunter Neptunium und Plutonium. Die Trennung von Uran, Neptunium und Plutonium ist für die Wiederaufarbeitung erforderlich. Neptuniumhexafluorid spielt aufgrund seiner Flüchtigkeit vor allem eine Rolle bei der Abtrennung von Neptunium sowohl von Uran als auch von Plutonium.
Zur Abtrennung des Urans (95 % der Gesamtmasse) aus abgebrannten Brennelementen wurde vorgeschlagen, das Material fein zu zerkleinern und mit elementarem Fluor zu behandeln („direkte Fluorierung“). Die dabei entstehenden flüchtigen Fluoride (hauptsächlich UF6 und geringe Mengen NpF6) lassen sich leicht von den nichtflüchtigen Fluoriden, z. B. Plutonium(IV)-fluorid (PuF4), Americium(III)-fluorid (AmF3), Curium(III)-fluorid (CmF3), sowie den Fluoriden der meisten Spaltprodukte abtrennen.
Aus Gemischen von Uran- und Neptuniumhexafluorid wird mit pelletiertem Cobalt(II)-fluorid selektiv das Neptuniumhexafluorid zum Neptuniumtetrafluorid reduziert, bei Temperaturen im Bereich von 93 bis 204 °C. Das im Gemisch vorhandene Uranhexafluorid geht diese Reaktion nicht ein. Bei Verwendung von Magnesiumfluorid bei 100 °C wird Neptuniumhexafluorid zu 60–70 % absorbiert, während Uranhexafluorid keine Reaktion eingeht.

## Sicherheitshinweise
Neptuniumhexafluorid bildet beim Kontakt mit Feuchtigkeit Flusssäure, die auf der Haut und den Schleimhäuten der Atemwege Verätzungen hervorruft und bei längerer Exposition zu Pneumonitis und Lungenödemen und damit zum Tod führen kann.
Es ist außerdem wie alle Neptuniumverbindungen radioaktiv. Die Aktivität ist von der Isotopenzusammensetzung des Neptuniums abhängig. Das zumeist in Frage kommende 237Np hat eine Halbwertszeit von 2,144 Millionen Jahren und ist ein α-Strahler. 235Np und 236Np haben Halbwertszeiten von 396,1 Tagen bzw. 154.000 Jahren und sind daher deutlich aktiver; beide zerfallen in erster Linie durch Elektroneneinfang.
Einstufungen nach der GHS-Verordnung liegen nicht vor, weil diese nur die chemische Gefährlichkeit umfassen, die eine völlig untergeordnete Rolle gegenüber den auf der Radioaktivität beruhenden Gefahren spielt.